# TTC Berlin Eastside
Le TTC Berlin Eastside est un club allemand de tennis de table. Il a pris la relève du club du BSG Aussenhandel. Ce sont les équipes féminines qui ont écrit les principales lignes du palmarès du club.

## Historique des noms
- SC Berlin de 1955 à 1963
- TSC Berlin de 1964 à 1967
- BSG Aussenhandel de 1968 à 1991
- TSC Berlin de 1992 à 1996
- 3B Berlin Eastside de 1997 à 2009
- TTC Berlin Eastside depuis 2009

## Palmarès

### SC Berlin (1955-1963)
- Championnes de RDA de 1956 à 1958

### TSC Berlin (1964-1967)
- Championnes de RDA de 1964 à 1967

### BSG Aussenhandel (1968-1991)
- Vainqueur de la Coupe d'Europe des Clubs Champions en 1968 et 1969.
- Championnes de RDA de 1968 à 1981

### TTC Berlin Eastside[1]
- Ligue des Champions (6)
  - Vainqueur en 2012, 2014, 2016, 2017, 2021, 2025.
  - Demi-finaliste en 2009 et 2013
- ETTU Cup (3)
  - Vainqueur en 2002, 2004 et 2007
  - Finaliste en 2006 et 2011
- Championnat d'Allemagne (7)
  - Champion en 2015, 2016, 2017, 2018, 2019, 2020 et 2021.
  - Vice-Champion en 2002, 2007, 2008, 2011 et 2019.
- Coupe d'Allemagne (5) :
  - Vainqueur en 2015, 2016, 2017, 2018 et 2019.
  - Finaliste en 2020.